# لانا رودس
لانا رودز یا لانا رودس (به انگلیسی: Lana Rhoades)؛ (زاده ۶ سپتامبر ۱۹۹۶) با نام تولد آمارا میپل (به انگلیسی: Amara Maple)، یک بازیگر پیشین پورنوگرافی و شخصیت اینترنتی آمریکایی است.

## ابتدای زندگی
او در شهر شیکاگو ایالت ایلینوی در آمریکا و در یک خانوادهٔ چکسلواکی الاصل متولد شد.
وی در دهکده ای واقع در ایالت ویسکانسین، بزرگ شد. پس از فارغ‌التحصیلی زود هنگام از دبیرستان، در ۱۷ سالگی به حومه شیکاگو نقل مکان کرد. در آن زمان او عنوان پیشخدمت در یکی از شعب رستوران‌های زنجیره‌ای تیلتد کیت کار می‌کرد. در کنار پیشخدمتی در کلاب‌های شبانه استریپر هم بود.

## حرفه

### پورنوگرافی
رودز در سال ۲۰۱۶، در سن ۲۰ سالگی وارد صنعت پورن شد. وی برای استودیوهایی مانند برازرز، بنگ بروز، ناتی آمریکا و ویکسن فیلم بازی کرد.
در سال ۲۰۱۷ نامزد دریافت جایزه ای‌وی‌ان برای بهترین بازیگر زن جدید و به‌همراه زاندر کورووس برای بهترین صحنه جنسی پسر/دختر شد.
رودز برندهٔ جایزه ایکس‌بیز برای بهترین بازیگر زن جدید شد و دو نامزدی برای بهترین صحنه جنسی در یک فیلم لزبین و بهترین صحنه جنسی در یک فیلم را دریافت کرد.
او پس از دوره‌ای موفق در این حرفه، در سال ۲۰۱۸ اعلام بازنشستگی کرد. در این مدت او در حدود ۲۹۰ فیلم به ایفای نفش پرداخت.

### فعالیت در شبکه‌های اجتماعی
در ژانویه ۲۰۲۰ یوتیوبر مشهور آمریکایی لوگان پاول در یکی از ولاگ‌های خود، دوستش مایک مجلَک را با ترتیب دادن یک ملاقات با رودز غافلگیر کرد. ویدیو این غافلگیری تا آوریل ۲۰۲۱ حدود ۲۵ میلیون بار دیده شده است. پس از آشنایی مجلک و رودز این دور شروع به قرار گذاشتن کردند و همراه هم مجموعه ولاگ‌هایی با نام نایت شیفت را در یوتیوب منتشر می‌کردند. این زوج در فوریه ۲۰۲۱، پس از حدود یک سال از هم جدا شدند و تمامی پست‌ها و ولاگ‌هایی که هر دو در آن حضور داشتند را پاک کردند.
با موفقیت بزرگ در حرفه پورنوگرافی، لانا رودز به یک سلبریتی اینترنتی تبدیل شد. او حدود ۱۵ میلیون دنبال کننده در شبکه اجتماعی اینستاگرام دارد و به عنوان یک مدل اینستاگرامی هم فعالیت می‌کند. او همچنین در سال ۲۰۲۰ وبسایت فروش پوشاک خود را تأسیس کرد. پس از جدایی از مجلک او میزبان یک مجموعه پادکست به نام ۳ دختر ۱ آشپرخانه شده و مجموعه ولاگ‌های خود را با عنوان لانا شیفت در کانال یوتیوب خود منتشر می‌کند.

## زندگی شخصی
پس از بازنشستگی از صنعت پورنوگرافی، رودز با فردی ایرانی الاصل که از زمان دانشگاهش با او آشنایی داشت، ازدواج کرد. او کمی بعد از همسرش جدا شد و به لس‌آنجلس بازگشت.
رودز در ژانویه سال ۲۰۲۲ صاحب یک فرزند پسر شد. به گفتهٔ رودز، پدر این کودک یک بازیکن اتحادیه ملی بسکتبال (NBA) است که وقتی به او اطلاع داد که باردار است، به او گفته است: «برو به جهنم».

## جوایز و نامزدی‌ها
| سال  | جایزه               | نتیجه    | بخش                                                                                              | فیلم                            |
| ---- | ------------------- | -------- | ------------------------------------------------------------------------------------------------ | ------------------------------- |
| ۲۰۱۷ | جایزه ای‌وی‌ان        | نامزدشده | بهترین ستاره تازه‌کار                                                                             | —                               |
| ۲۰۱۷ | جایزه ای‌وی‌ان        | نامزدشده | بهترین صحنه سکس دختر/پسر (همراه با زاندر کورووس)                                                 | Hot Models                      |
| ۲۰۱۷ | جایزه ای‌وی‌ان        | برنده    | جایزه هواداران: Hottest Newcomer                                                                 | —                               |
| ۲۰۱۷ | جایزه DVDerotik     | نامزدشده | بهترین ستاره تازه‌کار (جدید)                                                                      | —                               |
| ۲۰۱۷ | جایزه NightMoves    | برنده    | بهترین ستاره تازه‌کار (جدید) (انتخاب هواداران)                                                    | —                               |
| ۲۰۱۷ | جایزه NightMoves    | نامزدشده | بهترین بدن                                                                                       | —                               |
| ۲۰۱۷ | جایزه ایکس‌بیز       | برنده    | بهترین ستاره تازه‌کار (جدید)                                                                      | —                               |
| ۲۰۱۷ | جایزه ایکس‌بیز       | نامزدشده | بهترین صحنه سکس — گونزو (همراه با مایک آدریانو)                                                  | Banging Cuties                  |
| ۲۰۱۷ | جایزه ایکس‌بیز       | نامزدشده | بهترین صحنه سکس – تمام دختر (همراه با وروکا جیمز)                                                | Twisted Passions 18             |
| ۲۰۱۷ | جایزه ایکس‌آرسی‌او    | نامزدشده | ستاره تازه‌کار (جدید) سال                                                                         | —                               |
| ۲۰۱۸ | جایزه ای‌وی‌ان        | نامزدشده | بهترین هنرمند زن سال                                                                             | —                               |
| ۲۰۱۸ | جایزه ای‌وی‌ان        | برنده    | بهترین صحنه مقعدی (همراه با مارکوس دوپری)                                                        | Anal Savages 3                  |
| ۲۰۱۸ | جایزه ای‌وی‌ان        | نامزدشده | بهترین صحنه لزبین (همراه با اولیویا نوا)                                                         | Lana Is Olivia’s Dream          |
| ۲۰۱۸ | جایزه ای‌وی‌ان        | نامزدشده | بهترین صحنه سکس گروهی (همراه با جان استرانگ، زاندر کورووس، مارکوس دوپری، میک بلو و اسمال هندز)   | اولین سکس گروهی لانا رودز       |
| ۲۰۱۸ | جایزه ای‌وی‌ان        | نامزدشده | بهترین صحنه نفوذ دو نفره (همراه با مارکوس دوپری و میک بلو)                                       | Lana Rhoades Unleashed          |
| ۲۰۱۸ | جایزه ای‌وی‌ان        | نامزدشده | بهترین خودارضایی/صحنه استریپتیز                                                                  | Anal Savages 3                  |
| ۲۰۱۸ | جایزه Fleshbot      | نامزدشده | بهترین صحنه مقعدی (همراه با مارکوس دوپری)                                                        | Anal Savages 3                  |
| ۲۰۱۸ | جایزه Fleshbot      | نامزدشده | بهترین صحنه سکس گروهی (همراه با جان استرانگ، زاندر کورووس، مارکوس دوپری، میک بلو و اسمال هندز)   | اولین سکس گروهی لانا رودز       |
| ۲۰۱۸ | جایزه Fleshbot      | برنده    | بهترین پستان                                                                                     | —                               |
| ۲۰۱۸ | جایزه NightMoves    | نامزدشده | بهترین هنرمند زن                                                                                 | —                               |
| ۲۰۱۸ | جایزه NightMoves    | برنده    | بهترین بدن (انتخاب هواداران)                                                                     | —                               |
| ۲۰۱۸ | جایزه پورن‌هاب       | نامزدشده | محبوب‌ترین پورن استار زن                                                                          | —                               |
| ۲۰۱۸ | جایزه پورن‌هاب       | نامزدشده | محبوب‌ترین پورن استار زن توسط زنان                                                                | —                               |
| ۲۰۱۸ | جایزه اربن ایکس     | نامزدشده | بهترین کون                                                                                       | —                               |
| ۲۰۱۸ | جایزه اربن ایکس     | نامزدشده | بهترین هنرمند زن                                                                                 | —                               |
| ۲۰۱۸ | جایزه اربن ایکس     | نامزدشده | پورن استار سال                                                                                   | —                               |
| ۲۰۱۸ | جایزه ایکس‌بیز       | نامزدشده | بهترین هنرمند زن سال                                                                             | —                               |
| ۲۰۱۸ | جایزه ایکس‌بیز       | نامزدشده | بهترین صحنه سکس — سکس واقعیت مجازی (همراه با کایلی پیج، لیلی جردن و رایان دریلر)                 | Spring Break 2017               |
| ۲۰۱۸ | جایزه XCritic       | نامزدشده | بهترین هنرمند زن                                                                                 | —                               |
| ۲۰۱۸ | جایزه ایکس‌آرسی‌او    | نامزدشده | بازیگر سال                                                                                       | —                               |
| ۲۰۱۸ | جایزه ایکس‌آرسی‌او    | نامزدشده | بهترین ارگاسم مقعدی سال                                                                          | —                               |
| ۲۰۱۹ | جایزه ای‌وی‌ان        | نامزدشده | بهترین صحنه مقعدی (همراه با مارکوس دوپری)                                                        | Bush 7                          |
| ۲۰۱۹ | جایزه ای‌وی‌ان        | نامزدشده | بهترین صحنه سکس گروهی در یک فیلم خارجی (همراه با آلبرتو بلانکو، کلایر کاستل، متوم و ریکو سیمونز) | Pornochic: Claire & Lana        |
| ۲۰۱۹ | جایزه ای‌وی‌ان        | نامزدشده | بهترین صحنه نفوذ دو نفره (همراه با مارکوس دوپری و استیو هولمز)                                   | Ultimate Fuck Toy: Lana Rhoades |
| ۲۰۱۹ | جایزه پورن‌هاب       | نامزدشده | All At The Same Damn Time — Top DP Performer (همه در یک زمان لعنتی — بهترین بازیگر سکس DP)       | —                               |
| ۲۰۱۹ | جایزه پورن‌هاب       | نامزدشده | زیبایی درِ پشتی — بهترین بازیگر مقعدی                                                             | —                               |
| ۲۰۱۹ | جایزه پورن‌هاب       | برنده    | محبوب‌ترین بازیگر زن                                                                              | —                               |
| ۲۰۱۹ | جایزه پورن‌هاب       | نامزدشده | محبوب‌ترین ستاره زن پورن توسط زنان                                                                | —                               |
| ۲۰۱۹ | جایزه اربن ایکس     | نامزدشده | شگفت انگیزترین کون                                                                               | —                               |
| ۲۰۱۹ | جایزه ایکس‌بیز       | نامزدشده | بهترین هنرمند زن سال                                                                             | —                               |
| ۲۰۱۹ | جایزه ایکس‌بیز اروپا | نامزدشده | بهترین صحنه سکس – فیلم کامل (همراه با آلبرتو بلانکو و ریکی مانچینی)                              | Lana, Desires of Submission     |
| ۲۰۱۹ | جایزه ایکس‌بیز اروپا | نامزدشده | ستاره بین‌المللی کراس اوور                                                                        | —                               |